# Asım Can Gündüz
Asım Can Gündüz (15 de agosto de 1955 - 24 de junho de 2016) foi um guitarrista turco de rock e blues. Ele também era conhecido como Awesome John, especialmente fora da Turquia, em parte porque seu nome é pronunciado muito como Awesome (Asım) John (Can).

## Carreira
Gündüz viveu em Nova Iorque até o início dos anos 80 como John Gundez, onde formou "Zacharia", uma banda de rock. Ele passou quatro noites na boate The Bottom Line, de Nova Iorque.[carece de fontes?] Gündüz também estrelou (interpretando Jimi Hendrix) no musical da Broadway "Jimi and Janis Together Again". Sua carreira nos Estados Unidos foi interrompida depois que as obrigações familiares o obrigaram a retornar à Turquia no auge de sua carreira nos Estados Unidos. Na Turquia, ele formou bandas de rock, incluindo Ambulans, Delikanlı, Affetmez, Çapkınlar, Hard Rakı. Ele terminou as sessões de seu primeiro álbum, Anasının Gözü Cin Gibi, em 1989, lançado três anos depois em 1992. Gündüz lançou seu segundo álbum, Bir Sevgi Eseri / "A Work Of Love", que consistia em versões em turco de singles de blues em 1998.
Depois do ano 2000, Gündüz retomou a turnê e se apresentou fora da Turquia.

## Morte
Gündüz morreu de ataque cardíaco em 24 de junho de 2016, em sua casa em İçmeler, Marmaris.